# Operational Test & Evaluation Force

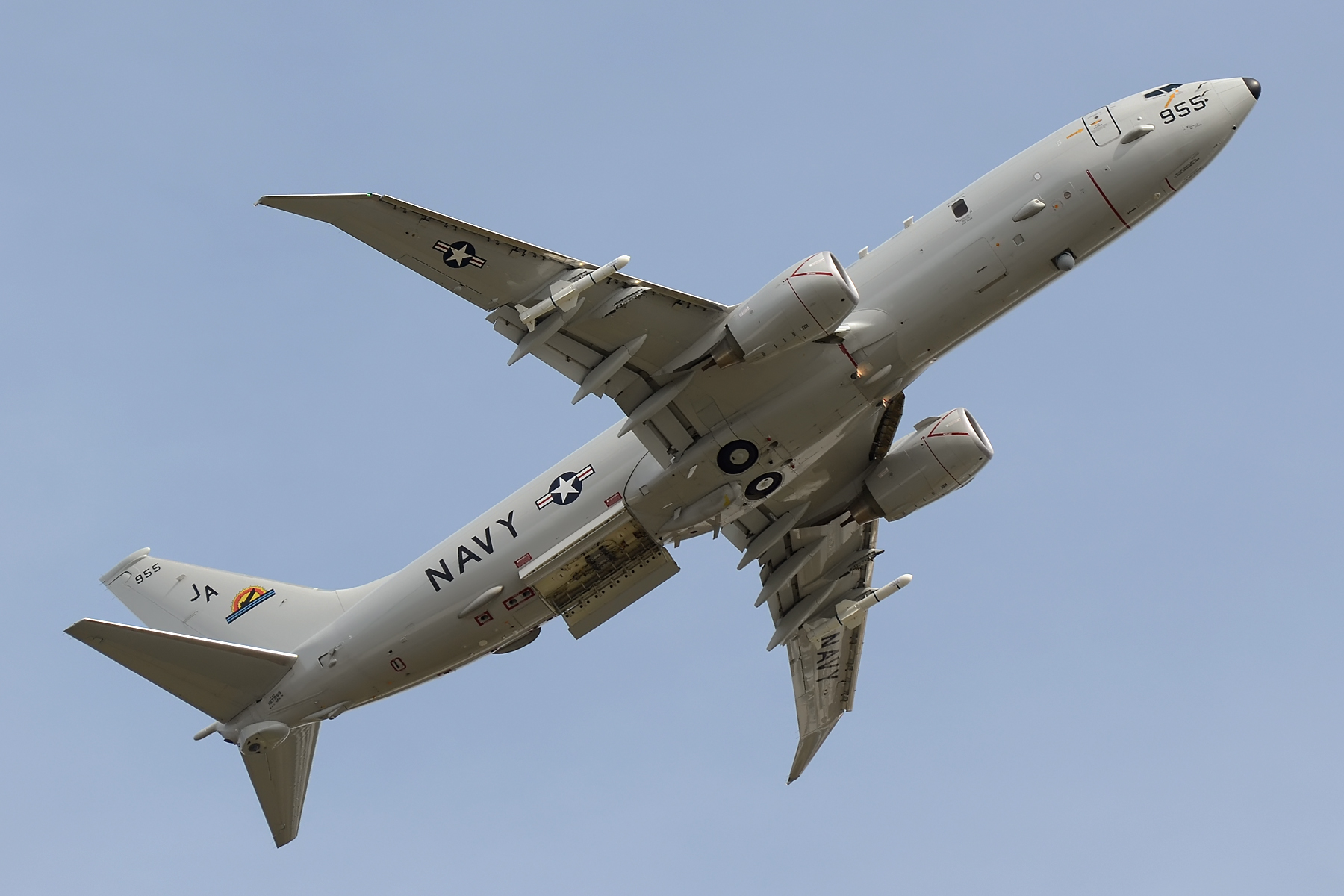
P-8A Poseidon del VX-1

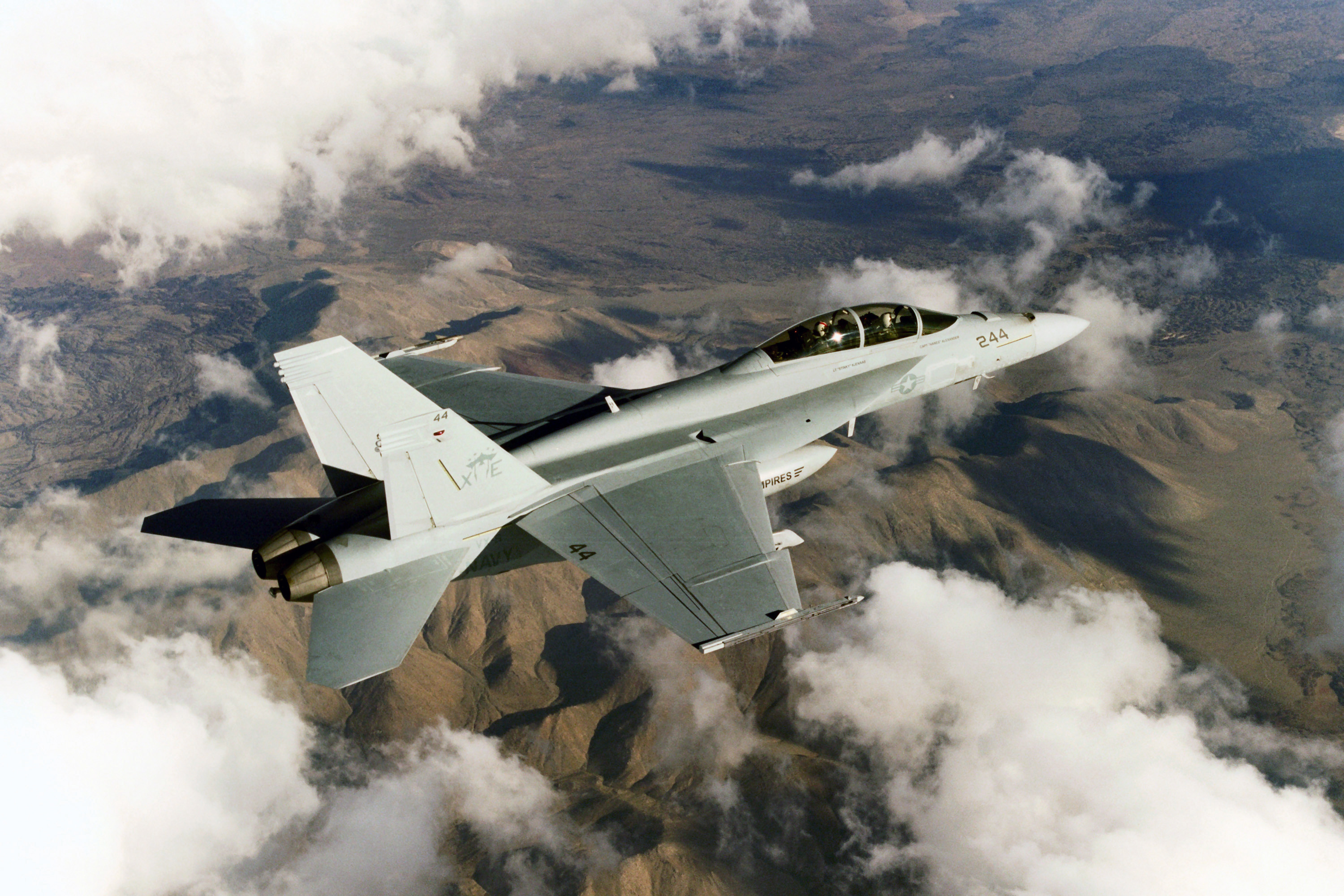
Un F/A-18F del VX-9

L'Operational Test & Evaluation Force (OPTEVFOR) è un comando dell'U.S. Navy, responsabile dei test di valutazione di tutti i sistemi della United States Navy. Il quartier generale è situato presso Norfolk, Virginia.

## Missione
Il comando provvede ad una valutazione indipendente ed oggettiva dell'efficacia e dell'adeguatezza dei sistemi di superficie, sommersi, di spedizione, di aviazione navale, di C4, criptologici e spaziali in supporto alle decisioni di acquisizione e introduzione nella flotta da parte del Dipartimento della Difesa e della Marina.

## Organizzazione
- Warfare Divisions
  - Undersea Warfare
  - Aviation Warfare
    -  Air Test & Evaluation Squadron VX-1, NAS Patuxent River, Maryland, codice JA - Equipaggiato con E-2D, P-8A, MH-60R, MH-60S
    -  Air Test & Evaluation Squadron VX-9, NAWS China Lake, California, codice XE - Equipaggiato con F/A-18C/D/E/F, EA-18G, F-35C
      - Detachment Point Mugu, California

    -  Marine Operational Test and Evaluation Squadron VMX-1, MCAS Yuma, Arizona, codice MV - Equipaggiato con MV-22B, CH-53K, F-35B, RQ-21B, UH-1Y, AH-1W, AH-1Z e K-MAX
    -  Marine Helicopter Squadron HMX-1, Marine Corps Base Quantico, Virginia - Equipaggiato con VH-3 Sea King e VH-60N "Whitehawk" ha il compito di trasportare il presidente degli Stati Uniti ed altre autorità dello stato.

  - C4I & Space Warfare
  - Surface Warfare
  - Expeditionary & littoral Warfare